# Seznam dílů seriálu McDonaldová a Dodds
Toto je seznam dílů seriálu McDonaldová a Dodds.

## Přehled řad
| Řada | Díly | Premiéra ve VB    | Premiéra ve VB    | Premiéra v ČR  | Premiéra v ČR |
| Řada | Díly | První díl         | Poslední díl      | První díl      | Poslední díl  |
| ---- | ---- | ----------------- | ----------------- | -------------- | ------------- |
| 1    | 2    | 1. března 2020    | 8. března 2020    | vysíláno       | vysíláno      |
| 2    | 2    | 28. února 2021    | 7. března 2021    | vysíláno       | vysíláno      |
| 3    | 4    | 19. června 2022   | 10. července 2022 | vysíláno       | vysíláno      |
| 4    | 3    | 21. července 2024 | 4. srpna 2024     | 31. srpna 2024 | 16. září 2024 |

## Seznam dílů

### První řada (2020)
| Č. v seriálu | Č. v řadě | Původní název                     | Český název        | Režie          | Scénář        | Premiéra ve VB | Premiéra v ČR |
| ------------ | --------- | --------------------------------- | ------------------ | -------------- | ------------- | -------------- | ------------- |
| 1            | 1         | The Fall of the House of Crockett | Pád domu Crockettů | Richard Senior | Robert Murphy | 1. března 2020 | vysíláno      |
| 2            | 2         | A Wilderness of Mirrors           | Spoušť zrcadel     | Laura Scrivano | Robert Murphy | 8. března 2020 | vysíláno      |

### Druhá řada (2021)
| Č. v seriálu | Č. v řadě | Původní název                | Český název          | Režie           | Scénář        | Premiéra ve VB | Premiéra v ČR |
| ------------ | --------- | ---------------------------- | -------------------- | --------------- | ------------- | -------------- | ------------- |
| 3            | 1         | The Man Who Wasn't There     | Muž, který tam nebyl | Alex Pillai     | Robert Murphy | 28. února 2021 | vysíláno      |
| 4            | 2         | We Need To Talk About Doreen | Smrt na konci tunelu | Rebecca Rycroft | Robert Murphy | 7. března 2021 | vysíláno      |

### Třetí řada (2022)
| Č. v seriálu | Č. v řadě | Původní název          | Český název     | Režie         | Scénář        | Premiéra ve VB    | Premiéra v ČR  |
| ------------ | --------- | ---------------------- | --------------- | ------------- | ------------- | ----------------- | -------------- |
| 5            | 1         | Belvedere              | Tajemný úsměv   | Robert Quinn  | Robert Murphy | 19. června 2022   | vysíláno       |
| 6            | 2         | A Billion Beats        | Smrt na okruhu  | Isher Sahota  | Rob Drummond  | 26. června 2022   | vysíláno       |
| 7            | 3         | The War of Rose        | Smrt na sále    | Ian Aryeh     | Kam Odedra    | 3. července 2022  | 24. srpna 2024 |
| 8            | 4         | Clouds Across the Moon | Ve stínu měsíce | Sasha Ransome | Robert Murphy | 10. července 2022 | vysíláno       |

### Čtvrtá řada (2024)
| Č. v seriálu | Č. v řadě | Původní název         | Český název      | Režie             | Scénář                       | Premiéra ve VB    | Premiéra v ČR  |
| ------------ | --------- | --------------------- | ---------------- | ----------------- | ---------------------------- | ----------------- | -------------- |
| 9            | 1         | The Rule of Three     | Pravidlo tří     | Khurrum M. Sultan | Robert Murphy                | 21. července 2024 | 7. září 2024   |
| 10           | 2         | Jinxy Sings the Blues | Osudné blues     | Samantha Harrie   | Robert Murphy                | 28. července 2024 | 31. srpna 2024 |
| 11           | 3         | Wedding Fever         | Svatební horečka | Stephen Gallacher | Rob Drummond a Robert Murphy | 4. srpna 2024     | 16. září 2024  |